# Okolona (Mississippi)
Okolona è una città (city) degli Stati Uniti d'America, situata nella contea di Chickasaw, nello Stato del Mississippi.
Qui nacque il tastierista dei Commodores Milan Williams.